# Merire (Künstler)
Merire war ein altägyptischer Künstler, der in der 20. Dynastie unter König Ramses IX. wirkte. Er ist aus dem Grab des Setau in Elkab bekannt, das er dekorierte. Merire trug die Titel Priester (wab), Schreiber des Gotteswortes und Schreiber des Altars im Haus des Chnum und der Nebetuu von Esna.
Merire erscheint an drei Stellen im Grab des Setau. Auf der Ostwand ist er in der Sockelzone abgebildet und berichtet in einem kurzen Text, dass er das Grab für Setau im vierten Regierungsjahr von Ramses IX. dekoriert hat. Auf der Südwand ist er wieder in der Sockelzone abgebildet. Es sitzt auf einen Stuhl und hält eine Schreiberpalette und eine Binse zum Schreiben und Malen in der Hand. Der Text berichtet: er hat diese Zeichnungen mit seinen eigenen Händen gemacht. Schließlich wird er nochmals kurz auf der Nordwand mit Namen und Titel genannt.